# Peperomia wallichii
Peperomia wallichii är en pepparväxtart som beskrevs av Friedrich Anton Wilhelm Miquel. Peperomia wallichii ingår i släktet peperomior, och familjen pepparväxter. Inga underarter finns listade i Catalogue of Life.